# Joaquim Moutinho
Joaquim Moutinho da Silva Santos (Porto, Portugal; 14 de desembre de 1951 - Lisboa, Portugal; 22 de novembre de 2019) va ser un pilot de ral·li portuguès dels anys 70 i 80, molt vinculat a la marca d'automòbils francesa Renault. Guanyador del Ral·li de Portugal de 1986 i del Campionat de Portugal de Ral·lis dels anys 1985 i 1986. El seu copilot habitual va ser Edgar Fortes.

## Trajectòria
Moutinho s'inicia al ral·li a principis dels anys 70 disputant proves nacionals, donant el salt de qualitat a partir de 1984 quan s'incorpora a l'equip Renault, començant a guanyar diferents ral·lis del Campionat de Portugal de Ral·lis amb un Renault 5 Turbo "Tour de Corse", concretament en aquella primera temporada en guanyaria sis. Posteriorment, amb Renault, Moutinho guanya el Campionat de Portugal de 1985 imposant-se com a guanyador en sis dels ral·lis i el Campionat de 1986, imposant-se en quatre dels ral·lis.
En paral·lel, l'any 1986, amb el Renault 5 Turbo "Tour de Corse", guanya el Ral·li de Portugal, prova del calendari del Campionat Mundial de Ral·lis.

## Victòries al WRC
| # | Ral·li                              | Any  | Copilot      | Vehicle                         |
| - | ----------------------------------- | ---- | ------------ | ------------------------------- |
| 1 | Rallye de Portugal - Vinho do Porto | 1986 | Edgar Fortes | Renault 5 Turbo "Tour de Corse" |